# Anne-Marie Lagrange
Anne-Marie Lagrange   (Roine-Alps, 12 de març de 1962), és una astrofísica francesa.
Treballa des de 1990 a l'Institut de Planetologia i Astrofísica de Grenoble (abans LAOG). També va treballar per a l'Institut Nacional de Ciències de l'Univers (INSU) i el CNRS. Al mateix temps, forma part de diversos consells d'institucions i programes científiques.
El seu treball se centra en l'estudi dels sistemes planetaris extrasolars. És especialment coneguda per haver fet la primera observació directa d'un exoplaneta al voltant d'una nana marró l'any 2005 i per haver descobert l'exoplaneta Beta Pictoris b l'any 2008 amb el Very Large Telescope (VLT) de l'Observatori Austral Europeu (ESO).
Lagrange és titular de nombrosos premis científics i condecoracions honorífiques, com ara Cavaller de la Legió d'Honor (l'ordre de mèrit més alt francès) i és membre de l'Acadèmia de Ciències Francesa des de 2013.

## Joventut i educació
Anne-Marie Lagrange va néixer el 12 de març de 1962 a la regió del Roine-Alps, on el seu pare treballava a la companyia elèctrica francesa Électricité de France S.A.. Quan tenia 5 anys d'edat, el seu pare va ser traslladat a Ain i la família es va traslladar a Ceyzérieu, on Lagrange va anar a l'escola primària. Va assistir a l'escola secundària a Culoz, al Lycée du Bugey a Belley. A l'institut era una apassionada per la física i les matemàtiques i va decidir fer estudis superior. Per consell del seu professor i del Rotary Club local, va anar a Classe préparatoire aux grandes écoles (CPGE) després d'obtenir el Baccalauréat l'any 1979. Va descobrir les professions de la investigació científica i així va trobar la seva vocació.
El 1982, es va incorporar a l'École Polytechnique i va fer el seu servei militar durant el primer any com a cap de secció del 8è Regiment de Senyals. Va descobrir l'astrofísica durant un curs opcional impartit per l'astrofísic Jean Audouze i va trobar aquesta disciplina fascinant, connectant les ciències bàsiques amb una vessant exploratòria. A l'École va donar a llum el seu primer fill. Es va graduar a l'École Polytechnique l'any 1985. L'any següent va obtenir un diploma d'estudis en profunditat (DEA) en astrofísica a la Universitat Diderot de París. Després, va preparar una tesi a l'Institut d'astrophysique de Paris sota la direcció d'Alfred Vidal-Madjar i es va doctorar el 1989.

## Carrera professional
Després dels seus estudis, Anne-Marie Lagrange va fer un any de treball postdoctoral a l'Observatori Europeu del Sud (ESO) a Alemanya del 1989 al 1990. Durant una missió a Xile va conèixer Pierre Léna, qui la va introduir en l'òptica adaptativa i entén tot el potencial en la recerca i estudi dels exoplanetes. El 1990, es va incorporar al Laboratori d'astrofísica de Grenoble (LAOG) sota la direcció d'Alain Omont i va formar un petit grup de recerca sobre sistemes planetaris extrasolars. L'any 1994 va obtenir la titulació per dirigir la recerca mentre era, des de 1990, becaria d'investigació al CNRS. De 1997 a 2002, va ser la responsable científica de l'instrument NAOS, la primera òptica adaptativa instal·lada al Very Large Telescope (VLT) de l'Observatori Austral Europeu. Entre 2002 i 2003, va dur a terme l'estudi previ del Spectro-Polarimetric High-Contrast Exoplanet Research (instrument SPHERE), successor de NAOS, dedicat a la investigació i caracterització d'exoplanetes.
De 1999 a 2003, va ser directora de projectes a temps parcial a l'Institut Nacional de Ciències de l'Univers (INSU) i al Departament de Ciències de l'Institut Nacional de Ciències de l'Univers de França, mentre continuava la seva recerca al Laboratori d'astrofísica de Grenoble (LAOG). L'any 2000 es va convertir en directora de recerca del CNRS. Del 2004 al 2006, va ser subdirectora de l'INSU i del CNRS, responsable de la divisió d'Astronomia i Astrofísica. A partir de 2007, va tornar a ser investigadora al Laboratori d'astrofísica de Grenoble, que el 2011 es va convertir en investigadora a l'Institut de Planetologia i Astrofísica de Grenoble (IPAG).
A més de la seva recerca, va ser membre de diversos comitès de programes científics del Very Large Telescope (VLT), de l'Observatori Europeu del Sud (ESO), de l'Agència Espacial Europea (ESA) i del CNRS. També va ser membre de diversos consells d'administració com l'Observatori de la Côte d'Azur (OCA), THEMIS, EISCAT i l'Institut d'astrofísica de París, i va presidir l'Alt Consell Científic de l'Observatori de París (2014-2017).
Va ser nomenada cavaller de l'Ordre Nacional de la Legió d'Honor el 2 d'abril de 2010 i va ser nomenada oficial de l'Ordre del Mèrit el 20 de novembre de 2015. Va ser escollida membre de l'Acadèmia de Ciències el 10 de desembre de 2013. Va ser nomenada membre del Consell d'Investigació Estratègica el 3 de febrer de 2014.

## El seu treball
A partir de la dècada del 1990, va començar a buscar exoplanetes mitjançant imatges directes utilitzant una nova òptica adaptativa. A la dècada del 2000, la seva investigació es va centrar en l'estudi de planetes gegants al voltant d'estrelles joves. Així, l'any 2005, va fer la primera observació directa d'un exoplaneta al voltant d'una nana marró utilitzant una òptica adaptativa profunda. En aquesta investigació, també utilitza el mètode de la velocitat radial i amplia aquesta tècnica a altres tipus d'estrelles. A més, estudia l'impacte de l'activitat estel·lar en la detectabilitat dels planetes.

### Descobriment de l'exoplaneta β Pictoris b
Lagrange ha dedicat gran part de la seva carrera a l'anàlisi de l'estrella Beta Pictoris a la constel·lació del Cavallet de Pintor. Durant la seva tesi a la dècada del 1980, va estudiar el disc de fragments que s'acabava de descobrir al voltant d'aquesta estrella. Diversos elements indicaven la presència d'un planeta massiu (β Pictoris b), però la comunitat científica es va mantenir escèptica.

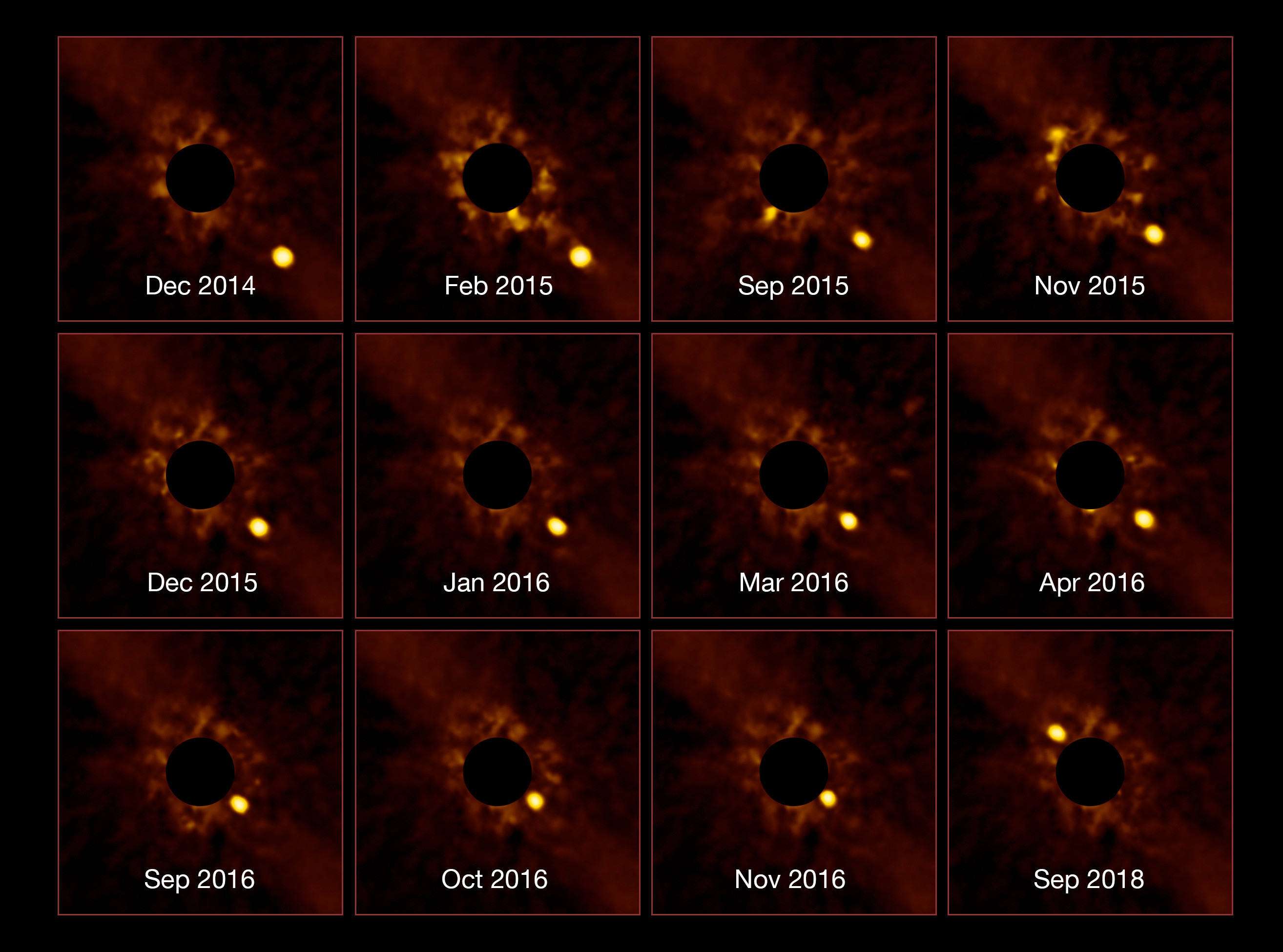
Beta Pictoris b

Tanmateix, a la dècada del 2000, Lagrange va fer diverses observacions del disc de fragments utilitzant òptica adaptativa combinada amb imatges directes mitjançant un espectròmetre d'infraroig proper muntat al Very Large Telescope (VLT) de l'Observatori Europeu del Sud (ESO). El 18 de novembre de 2008, després de processar les dades preses el 2003 mitjançant imatges diferencials d'estrelles de referència i eines modernes de processament d'imatges, Lagrange va descobrir l'exoplaneta Beta Pictoris b orbitant al voltant de l'estrella, confirmant les seves prediccions anteriors.

### El planeta gegant β Pictoris c
El 2019, Lagrange i un equip mundial van anunciar el descobriment del planeta gegant Beta Pictoris c que equivalia a 9 masses jovianes. L'equip de Lagrange va determinar que l'exoplaneta té 23 milions d'anys, i que es troba a 63,4 anys llum de distància, i completa la seva òrbita en aproximadament 1.200 dies. Aquest exoplaneta es va trobar mitjançant el mètode de la velocitat radial.

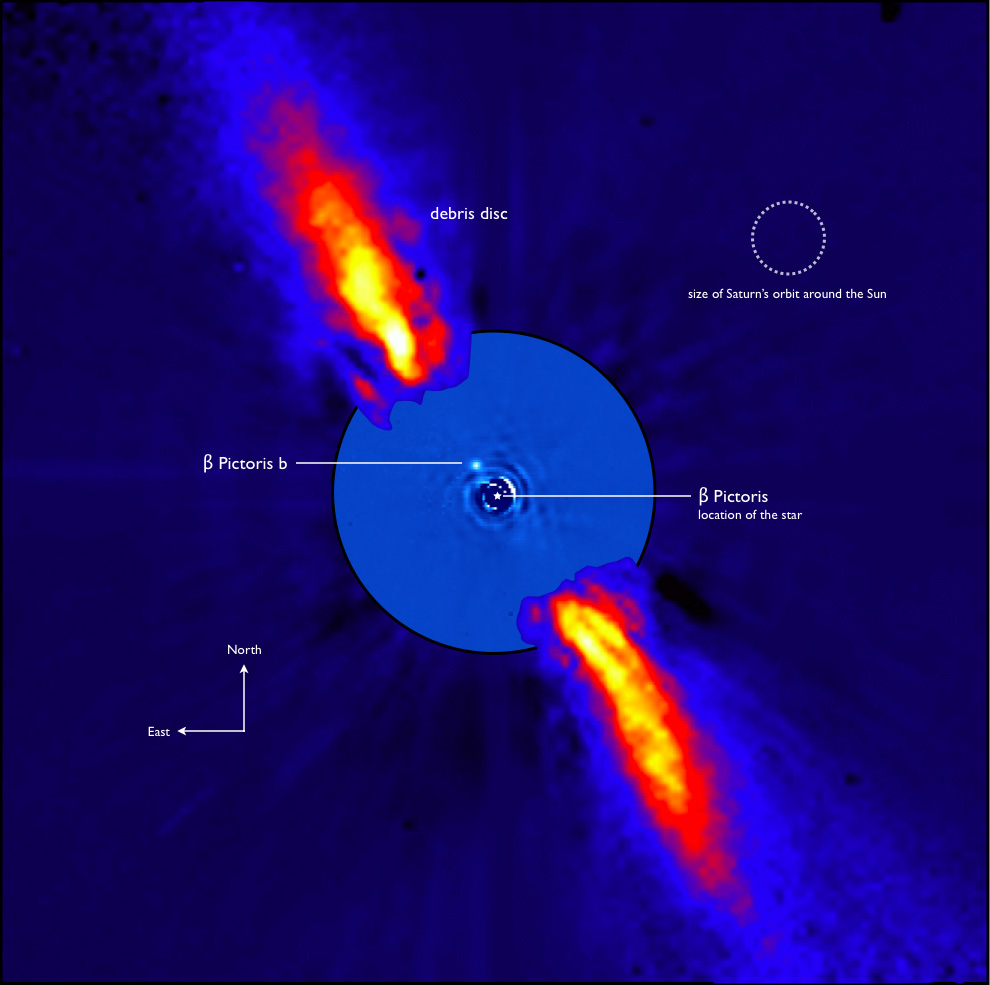
Imatge composta del sistema Beta Pictoris visualitzat en infrarojos
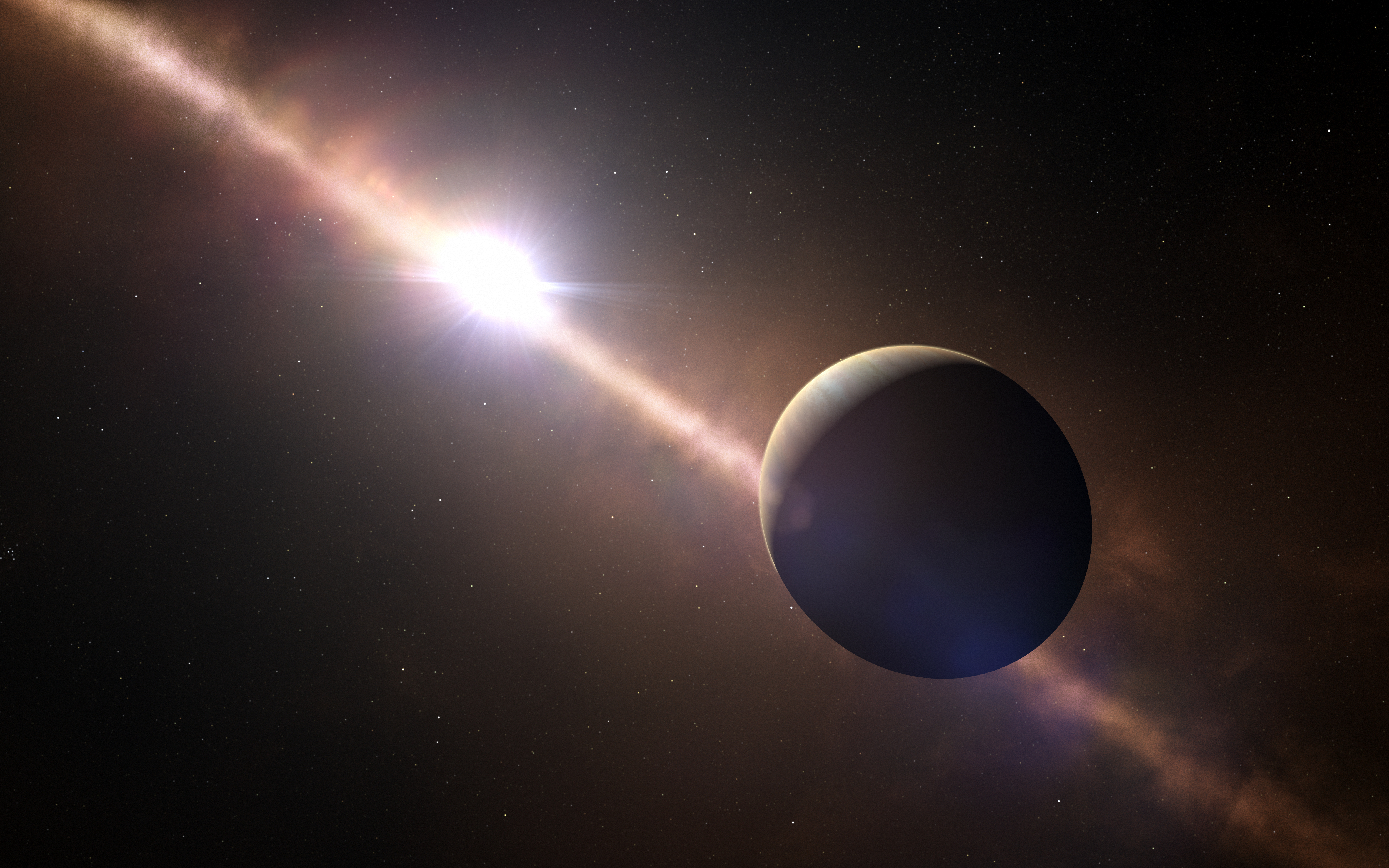
Impressió artística del planeta Beta Pictoris b

Els investigadors van analitzar dades de 10 anys. Els equips eren del laboratori de Lagrange al CNRS/Observatori de la Côte d'Azur i d'altres laboratoris francesos (Laboratori d'estudis espacials i instrumentació en astrofísica (LESIA), Observatori de París, Universitat Sorbona, Universitat de París, Institut d'astrofísica de París (Universitat Sorbona), amb investigadors de l'Institut Max Planck d'Astronomia, l'Observatori Astronòmic Sud-africà, la Universitat de Warwick, l'Observatori de Leiden, l'Observatori Europeu del Sud, la Universitat de Xile i la Universitat de Valparaíso. Aquest nou descobriment podria ajudar els científics a entendre millor la formació dels sistemes planetaris i la seva evolució en les primeres etapes.

## Premis i reconeixements
Lagrange ha rebut diversos premis durant la seva carrera acadèmica, entre d'altres:
- Medalla de bronze CNRS (1994)
- Premi Digital de la Societat Francesa d'Astronomia i Astrofísica (1997)
- Premi Deslandres de l'Acadèmia Francesa de Ciències (2003)
- Medalla de la Universitat Joseph Fourier (2004)
- Premi Fundació Cino del Duca (2005)
- Premi a la influència francesa de l'Association Réalités et Relations Internationales (2007)
- Premi Dargelos de l'École Polytechnique (2009)
- Cavaller de la Legió d'Honor (2010)
- Premi Irène Joliot-Curie, científica de l'any (2011)
- Membre de l'Acadèmia Francesa de Ciències (2013)
- Trofeu d'or femení, categories de trofeu d'innovació i públic (2013)
- L'Ordre Nacional del Mèrit (França) (2015)
- Premi Jean-Ricard de la Societat Francesa de Física (2017)
- Una escola de primària a Ceyzérieu, a Ain, rep el seu nom (2018)

## Selecció de publicacions
Lagrange és autora de nombroses publicacions científiques en revistes revisades per experts i de diversos llibres.
- Observer le ciel de nuit (en francès).  París: Nathan, 1998 (Carnet du jeune Robinson). ISBN 978-2-092-40365-5.
- Fascicule d'astronomie pour les jeunes (en francès).  Nathan, 1999.
- Les grands observatoires du monde (en francès).  París: Éditions Bordas, 2002. ISBN 978-2-047-60026-9. Junt amb Serge Brunier.
- L'observation en astronomie (en francès).  París: Éditions Ellipses, 2009. ISBN 978-2-729-84086-0. Junt amb Pierre Léna i Hervé Dole.